# Lishi
Lishi (en chino:离石区, pinyin:Líshí qū) es un distrito urbano bajo la administración directa de la ciudad-prefectura de Lüliang. Se ubica al oeste de la provincia de Shanxi, este de la República Popular China. Su área es de 1323 km² y su población total para 2010 fue de +300 mil habitantes.

## Administración
El distrito de Lishi se divide en 12 pueblos que se administran en 7 subdistritos, 2 poblados y 3 villas.